# Belle Fille (film)
Pour plus de détails, voir Fiche technique et Distribution.
Belle Fille est une comédie française réalisée par Méliane Marcaggi et sortie en 2020.

## Synopsis
Épuisée de faire des efforts pour son mari infidèle et une fille ingrate, Louise s'offre des petites vacances en Corse. Elle y rencontre un bel homme, et passe la nuit avec lui. À la suite du réveil à côté du cadavre de son amant, des drogues trouvées dans la chambre de l'hôtel, et une police suspicieuse, Louise se trouve, malgré elle, belle-fille de la mère de son amant.

## Fiche technique
- Titre original : Belle Fille
- Réalisation : Méliane Marcaggi
- Scénario : Christophe Duthuron, Méliane Marcaggi et Clément Michel
- Décors : Maamar Ech-Cheikh
- Costumes : Salomé Koumetz
- Photographie : Pierric Gantelmi d'Ille
- Montage : Samuel Danesi
- Musique : Thomas Dutronc
- Production : Elisa Soussan et Kev Adams
  - Production exécutive : Nathalie Cohen-Smadja
- Société de production : My Family, TF1 Films Production et TF1 Studio
  - SOFICA[réf. nécessaire] : SG Image 2017
- Sociétés de distribution : UGC Distribution
- Pays de production :  France
- Langue originale : français
- Format : couleur
- Genre : comédie
- Durée : 96 minutes
- Dates de sortie :
  - France, Suisse romande : 19 août 2020[1]

## Distribution
- Alexandra Lamy : Louise Blancard
- Miou-Miou : Andréa Lucciani
- Jonathan Zaccaï : Anto Lucciani, gendarme, fils d'Andréa
- Thomas Dutronc : Florent Lucciani, fils d'Andréa
- Patrick Mille : Marc Blancard, mari de Louise
- Guillaume Bouchède : Rodolphe
- Léa Léviant : Manon Blancard, fille de Louise et Marc
- Michel Ferracci : Battistu
- Éric Naggar : le réceptionniste de l'hôtel
- Sébastien Castro : le commercial des pompes funèbres
- Christophe Duthuron : le curé
- Loïc Legendre : le vétérinaire
- Jean-Philippe Ricci : un gendarme
- Frank Bellocq : Arthur
- Philippe Dusseau : Monsieur De la Chesnay, client de l'atelier
- Constance Labbé : la maîtresse de Marc